# Hunter Tylo
Hunter Tylo, née Deborah Jo Hunter, le 3 juillet 1962 à Fort Worth, au Texas, aux (États-Unis), est une actrice américaine.
Elle est surtout connue pour son rôle de Taylor Hayes Jones dans Amour, Gloire et Beauté.

## Biographie
Hunter Tylo est née Deborah Jo Hunter le 3 juillet 1962 à Fort Worth, au Texas, aux (États-Unis), fille de Jo Anne et Morris Jabez Hunter. Elle joue aussi sous le nom Deborah Morehart  Morehart était le nom de son premier mari.
Hunter Tylo est une actrice de soap opera. Elle commence dans ce registre en 1985 en jouant dans La Force du destin. Elle commence sa carrière en 1984 en tournant dans un film d'horreur, Vœux sanglants.
Elle rencontre son futur époux Michael Tylo sur le plateau de tournage. Elle quitte cette série et épouse Tylo en 1987. De 1989 à 1990, elle joue Marina Toscano dans Des jours et des vies. Puis elle joue le rôle du Dr Taylor Hayes comme personnage récurrent dans Amour, Gloire et Beauté dès 1990 jusqu'en 2002. Elle revient pour quatre épisodes en 2004 en jouant le rôle d'un fantôme. En mai 2005, elle revient comme personnage alternativement principale ou récurrente dans cette série. Parallèlement, elle apparait dans plusieurs autres séries télévisées, dans des registres différents.
Elle est congédiée par le producteur de Melrose Place, Aaron Spelling avant de tourner son premier épisode, après avoir annoncé être enceinte. Le personnage qu'elle devait jouer, Taylor McBride, est soumis à un nouveau casting et le rôle est finalement repris par Lisa Rinna. Hunter Tylo retourne à Amour, gloire et beauté / Top Models et intente un procès à Aaron Spelling pour avoir été discriminée pour être enceinte. Elle a droit à près de cinq millions de dollars.
Après des désaccords avec Bradley Bell, le producteur d'Amour, Gloire et Beauté, HunterTylo est libérée de son contrat en 2002 et son personnage, le Dr Taylor Hayes Forrester meurt la même année d'une balle tirée par Sheila Carter.
En 2005, Hunter Tylo et les producteurs retrouvent un accord et elle revient dans la série pour reprendre son rôle : le Dr Taylor Hayes Forrester ressuscite. Le 16 mai 2013, Hunter Tylo annonce sur son propre site qu'elle quitte le soap, qu'elle apparaît à l'écran pour la dernière fois dans l'épisode du 3 juillet 2013 aux USA. Néanmoins, Hunter Tylo est de retour dès le 28 février 2014. Elle apparaît cependant de manière récurrente depuis cette date. Ses dernières scènes ont été tournées en 2019. En 2021, elle quitte définitivement la série, son personnage étant désormais interprété par Krista Allen.

### Vie privée
Hunter Tylo a quatre enfants  Christopher 'Chris' Morehart de son premier mariage avec Tim Moreheart et un fils, Michael 'Mickey' Tylo Jr. et deux filles Izabella Gabrielle Tylo et Katya Ariel Tylo de son mariage avec Michael Tylo.
Le 18 octobre 2007, son fils de 19 ans, Michael Tylo Jr, se noie dans la piscine familiale à Henderson (Nevada). Le médecin légiste du comté de Clark conclut que la cause du décès par noyade est due à une crise d'épilepsie et donc accidentelle.
Le 29 novembre 2009, l'actrice Hunter Tylo épouse Gersson Archila.

## Filmographie

### Cinéma
- 1984 : Vœux sanglants (en) (The Initiation) (sous le nom de Deborah Morehart)
- 1988 : Final Cut : Anna (sous le nom de Deborah Morehart)
- 2001 : Longshot (en) : Rachel Montgomery
- 2005 : Down and Derby (en) : Teri Montana

### Télévision
- 1985 : La Force du destin (série télévisée, 1 épisode) : Robin McCall (sous le nom de Deborah Morehart)
- 1989 : Des jours et des vies (série télévisée, 1 épisode) : Marina Toscano
- 1990 : Les Nouvelles aventures de Zorro (série télévisée, 1 épisode) : Senora Del Reynoso
- 1990-2014; 2018 : Amour, gloire et beauté (série télévisée, 1874 épisodes) : Taylor Hayes
- 1994 : La Fille du maharadjah (The Maharaja's Daughter, mini-série) : Messua Shandar
- 1994-1995 : L'Homme à la Rolls (série télévisée, 2 épisodes) : Ingrid Rose / Penelope Jordan
- 1996 : Alerte à Malibu (série télévisée, 1 épisode) : Heather
- 1997 : Diagnostic : Meurtre (série télévisée, 1 épisode) : Claire McKenna
- 1997 : Une nounou d'enfer (série télévisée, 1 épisode) : Hunter Tylo
- 2003 : Spy Girls (série télévisée, 1 épisode) : Dr. Marks / Andres Sarlin
- 2004 : Des rêves de lendemain (A Place Called Home, téléfilm) : Billie Jeeters
- 2004 : Ils sont parmi nous (They Are Among Us, téléfilm) : June
- 2005 : Sharkman (Hammerhead: Shark Frenzy, téléfilm) : Amelia Lockhart
- 2015 : Queens of Drama (série télévisée)